# Sauveterre (Tarn)
Sauveterre est une commune française située dans le département du Tarn, en région Occitanie. Sur le plan historique et culturel, la commune est dans la Montagne Noire, un massif montagneux constituant le rebord méridional du Massif central.
Exposée à un climat océanique altéré, elle est drainée par le Thoré, le ruisseau de Candesoubre et par divers autres petits cours d'eau. Incluse dans le parc naturel régional du Haut-Languedoc, la commune possède un patrimoine naturel remarquable composé d'une zone naturelle d'intérêt écologique, faunistique et floristique.
Sauveterre est une commune rurale qui compte 186 habitants en 2022, après avoir connu un pic de population de 500 habitants en 1831.  Ses habitants sont appelés les Sauveterrois ou  Sauveterroises.

## Géographie
Commune située au cœur du parc naturel régional du Haut-Languedoc. Elle est limitrophe des départements de l'Aude et de l'Hérault.

### Communes limitrophes
Les communes limitrophes sont  Albine, Cassagnoles, Lacabarède, Lespinassière, Rouairoux et Saint-Amans-Valtoret.
| Saint-Amans-Valtoret (sur 50 m) | Rouairoux                                                          |            |
| Albine                          | Sauveterre                                                         | Lacabarède |
|                                 | Lespinassière (Aude), Cassagnoles (Hérault), (par un quinquepoint) |            |

### Hydrographie
La commune est dans le bassin de la Garonne, au sein du bassin hydrographique Adour-Garonne. Elle est drainée par le Thoré, le ruisseau de Candesoubre, un bras du Thoré, le ruisseau de Cabanel, le ruisseau de Galinas, le ruisseau de la Bagasse de Granié, le ruisseau de Penthoy, le ruisseau de Rieubon et par un petit cours d'eau, qui constituent un réseau hydrographique de 15 km de longueur totale,.
Le Thoré, d'une longueur totale de 61,6 km, prend sa source dans la commune de Rieussec et s'écoule d'est en ouest. Il traverse la commune et se jette dans l'Agout à Navès, après avoir traversé 20 communes.
Le ruisseau de Candesoubre, d'une longueur totale de 16,2 km, prend sa source dans la commune de Cassagnoles et s'écoule du sud-ouest vers le nord-est puis vers le nord-ouest. Il traverse la commune et se jette dans le Thoré à Saint-Amans-Valtoret, après avoir traversé 7 communes.

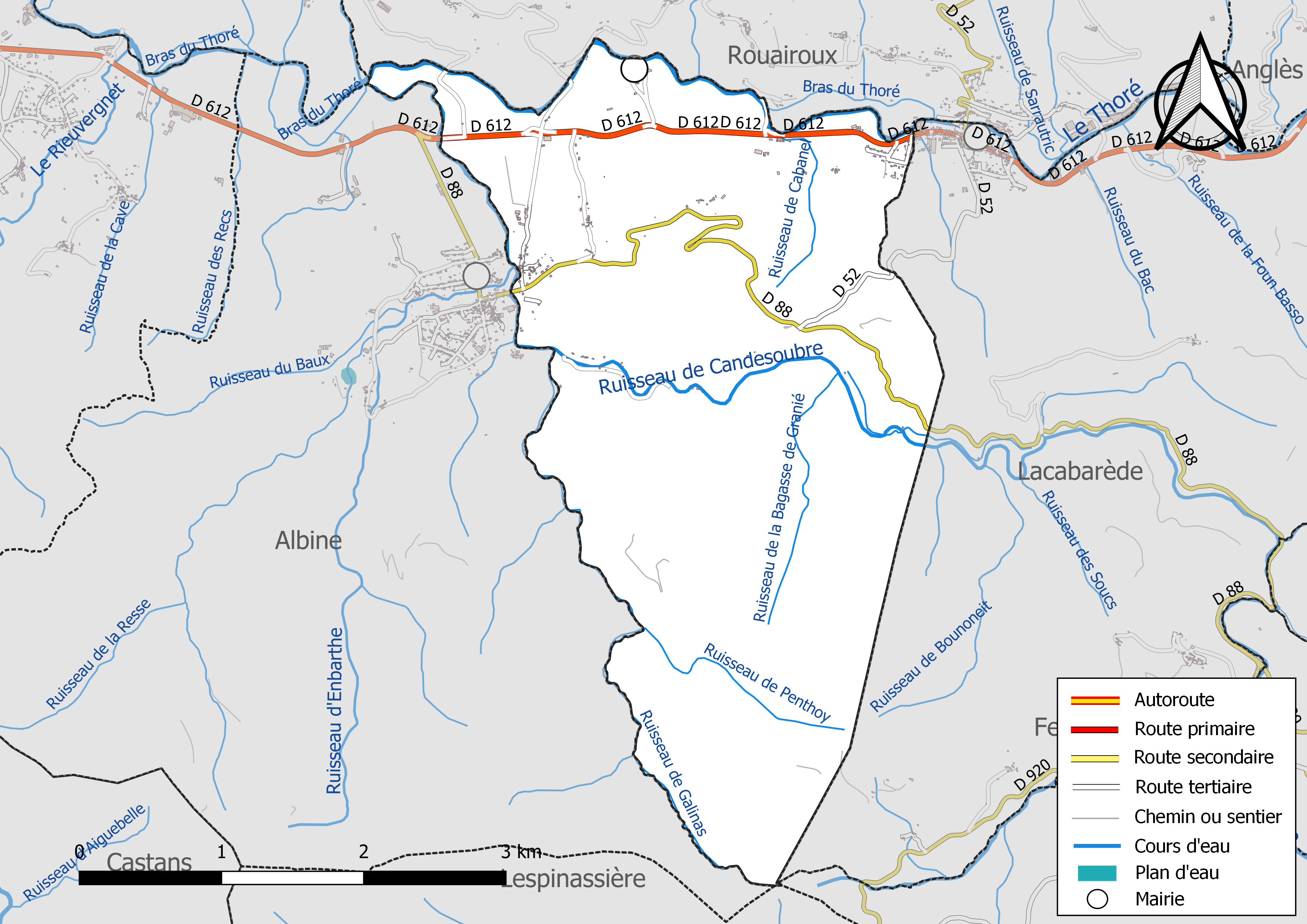
Réseaux hydrographique et routier de Sauveterre.

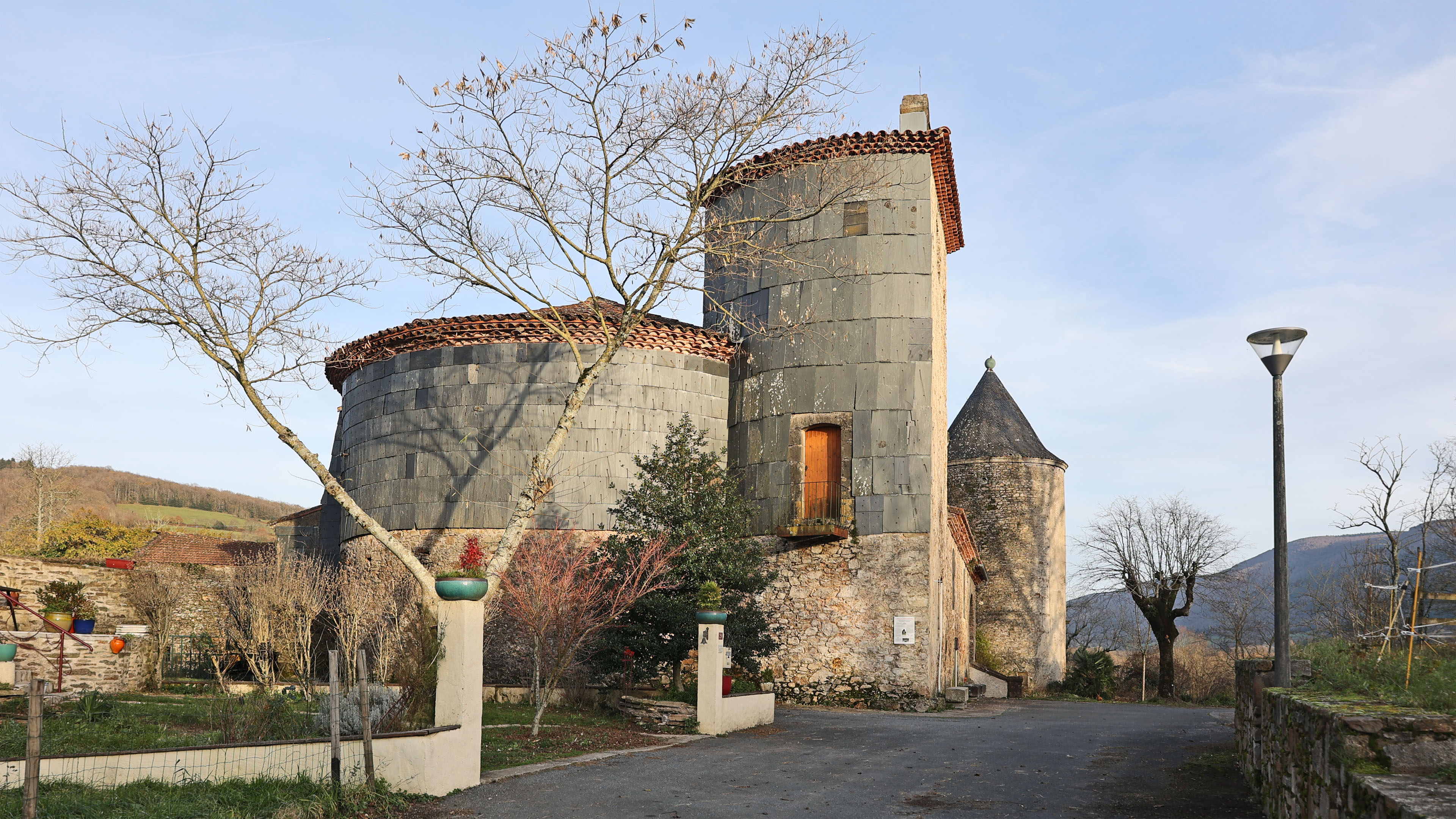
Eglise et château vus de l'ouest.
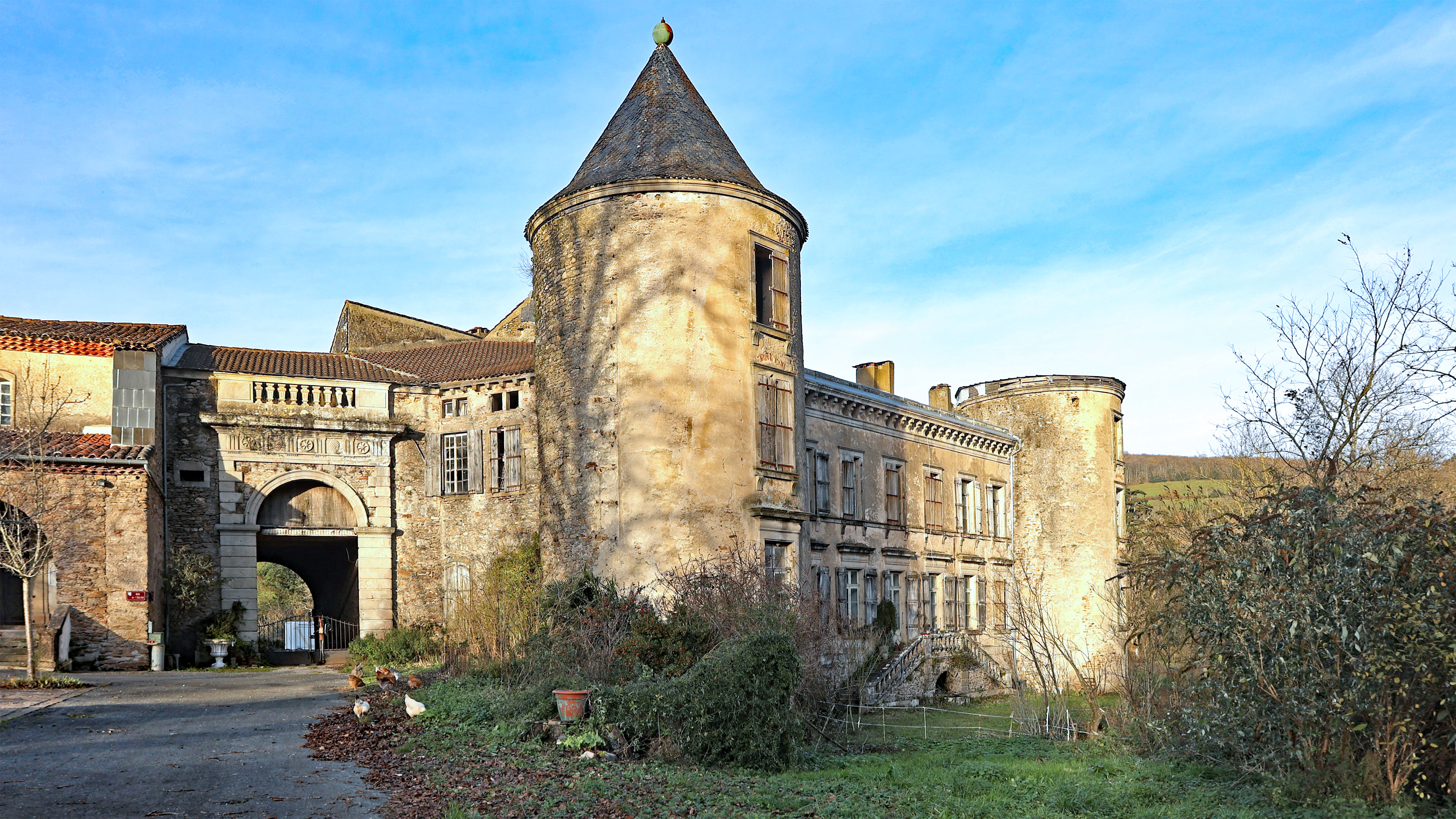
Façade sud.
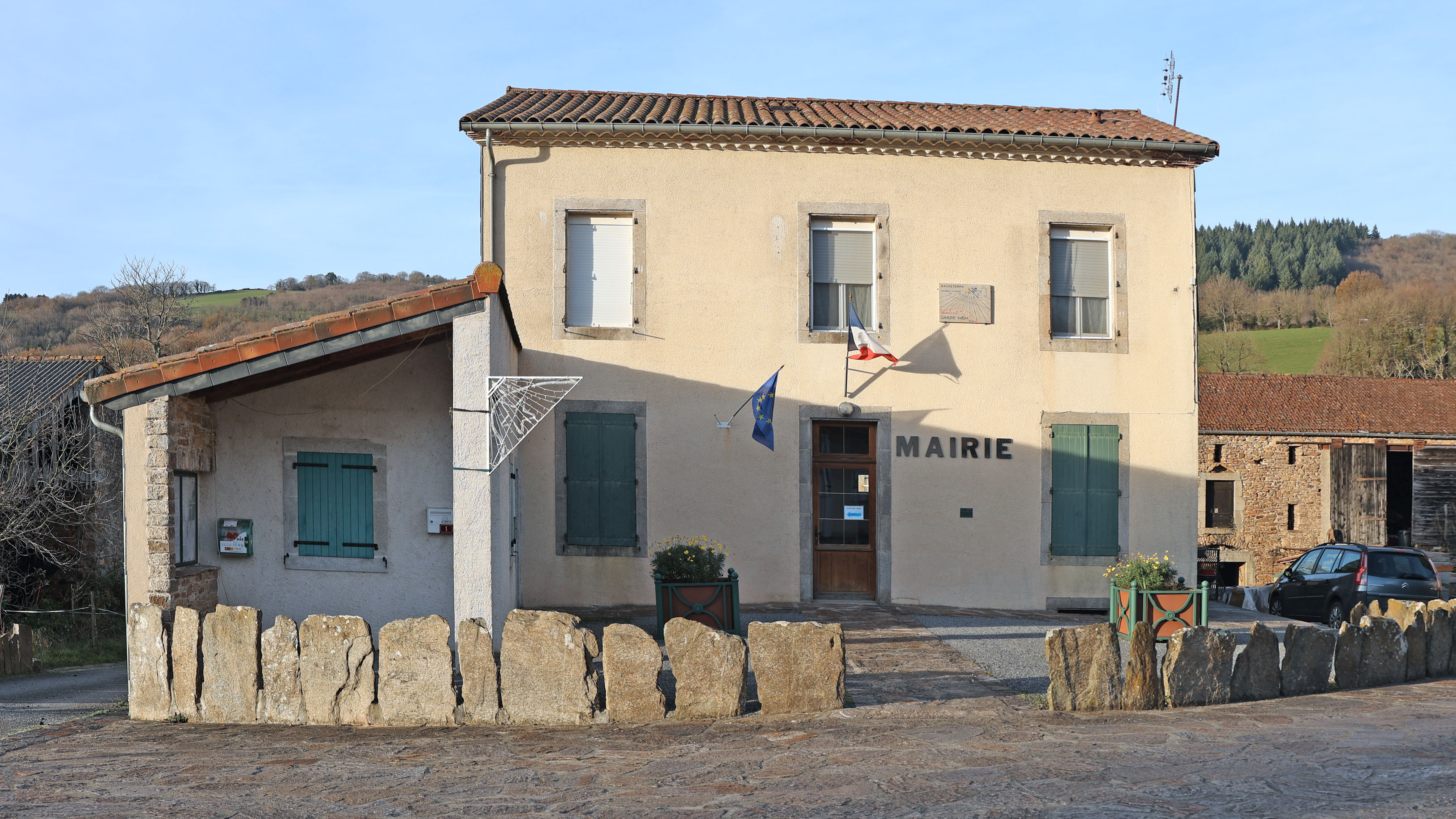
La Mairie
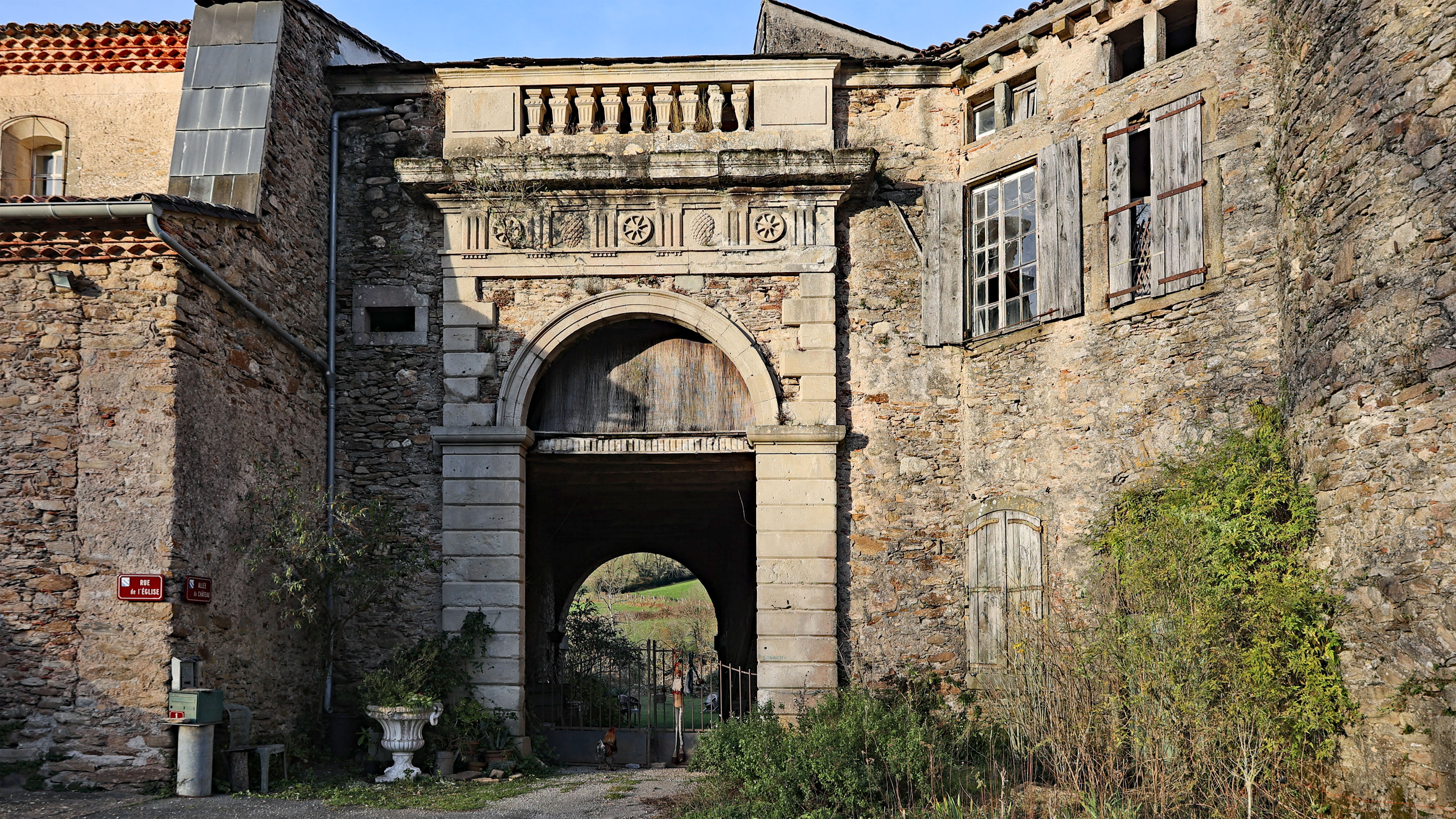
Porche d'entrée du château.

### Climat
Pour des articles plus généraux, voir Climat de l'Occitanie et Climat du Tarn.
En 2010, le climat de la commune est de type climat méditerranéen altéré, selon une étude du Centre national de la recherche scientifique s'appuyant sur une série de données couvrant la période 1971-2000. En 2020, Météo-France publie une typologie des climats de la France métropolitaine dans laquelle la commune est dans une zone de transition entre le climat océanique altéré et le climat méditerranéen et est dans la région climatique Provence, Languedoc-Roussillon, caractérisée par une pluviométrie faible en été, un très bon ensoleillement (2 600 h/an), un été chaud (21,5 °C), un air très sec en été, sec en toutes saisons, des vents forts (fréquence de 40 à 50 % de vents > 5 m/s) et peu de brouillards.
Pour la période 1971-2000, la température annuelle moyenne est de 13,1 °C, avec une amplitude thermique annuelle de 15,4 °C. Le cumul annuel moyen de précipitations est de 1 151 mm, avec 9,6 jours de précipitations en janvier et 4,8 jours en juillet. Pour la période 1991-2020, la température moyenne annuelle observée sur la station météorologique de Météo-France la plus proche, « Rouairoux », sur la commune de Rouairoux à 2 km à vol d'oiseau, est de 13,0 °C et le cumul annuel moyen de précipitations est de 1 653,1 mm. 
La température maximale relevée sur cette station est de 42 °C, atteinte le 13 août 2003 ; la température minimale est de −11,5 °C, atteinte le 9 février 2012,,.
Les paramètres climatiques de la commune ont été estimés pour le milieu du siècle (2041-2070) selon différents scénarios d'émission de gaz à effet de serre à partir des nouvelles projections climatiques de référence DRIAS-2020. Ils sont consultables sur un site dédié publié par Météo-France en novembre 2022.

### Milieux naturels et biodiversité

#### Espaces protégés
La protection réglementaire est le mode d’intervention le plus fort pour préserver des espaces naturels remarquables et leur biodiversité associée,.
La commune fait partie du parc naturel régional du Haut-Languedoc, créé en 1973 et d'une superficie de 307 184 ha, qui s'étend sur 118 communes et deux départements. Implanté de part et d’autre de la ligne de partage des eaux entre Océan Atlantique et mer Méditerranée, ce territoire est un véritable balcon dominant les plaines viticoles du Languedoc et les étendues céréalières du Lauragais,

#### Zones naturelles d'intérêt écologique, faunistique et floristique

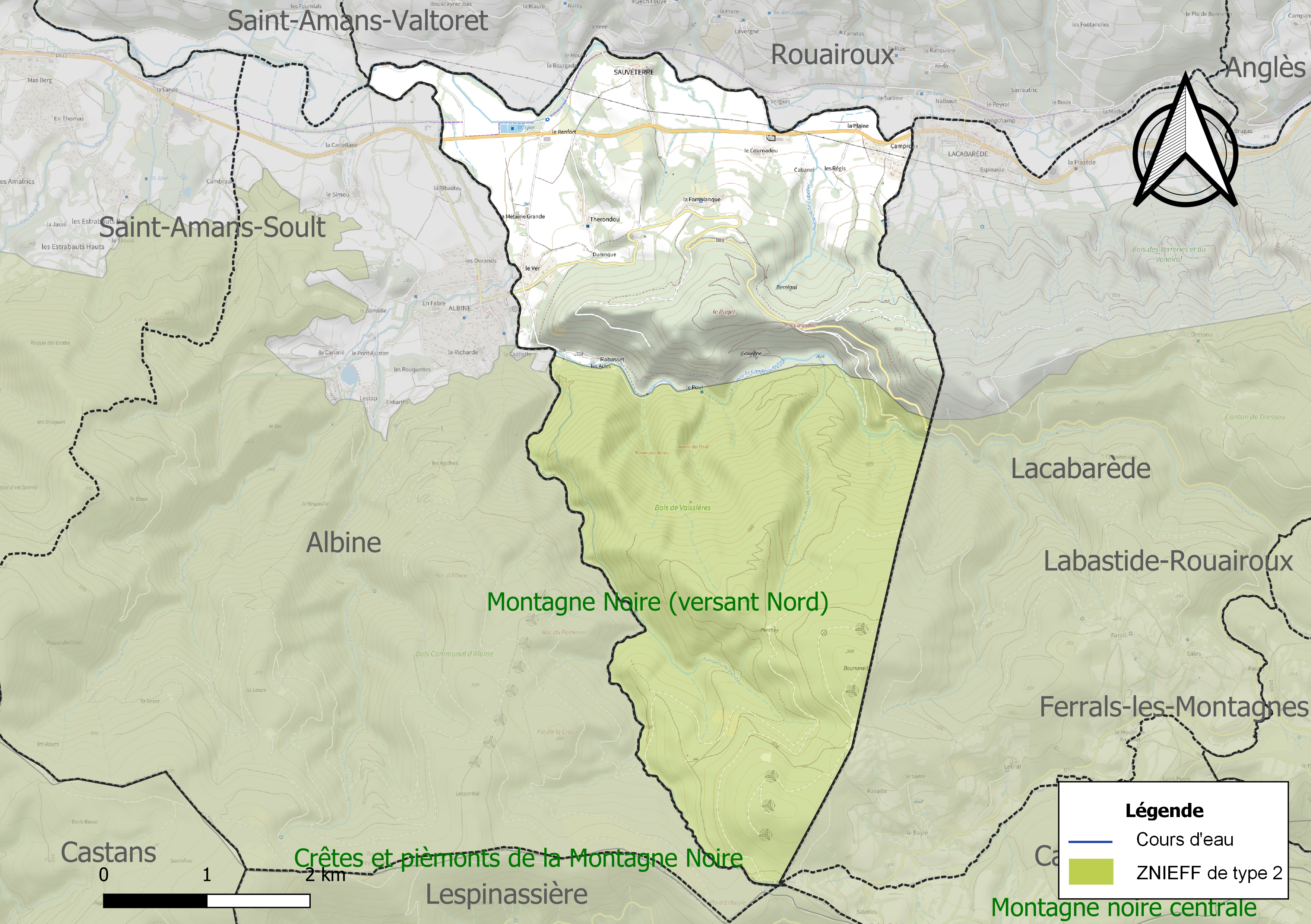
Carte de la ZNIEFF de type 2 localisée sur la commune.

L’inventaire des zones naturelles d'intérêt écologique, faunistique et floristique (ZNIEFF) a pour objectif de réaliser une couverture des zones les plus intéressantes sur le plan écologique, essentiellement dans la perspective d’améliorer la connaissance du patrimoine naturel national et de fournir aux différents décideurs un outil d’aide à la prise en compte de l’environnement dans l’aménagement du territoire.
Une ZNIEFF de type 2 est recensée sur la commune :
la « montagne Noire (versant Nord) » (31 971 ha), couvrant 37 communes dont 14 dans l'Aude, deux dans la Haute-Garonne, trois dans l'Hérault et 18 dans le Tarn.

## Urbanisme

### Typologie
Au 1er janvier 2024, Sauveterre est catégorisée commune rurale à habitat dispersé, selon la nouvelle grille communale de densité à sept niveaux définie par l'Insee en 2022.
Elle est située hors unité urbaine et hors attraction des villes,.

### Occupation des sols
L'occupation des sols de la commune, telle qu'elle ressort de la base de données européenne d’occupation biophysique des sols Corine Land Cover (CLC), est marquée par l'importance des forêts et milieux semi-naturels (72,6 % en 2018), en augmentation par rapport à 1990 (71,2 %). La répartition détaillée en 2018 est la suivante : 
forêts (72,6 %), prairies (14,2 %), zones agricoles hétérogènes (12 %), zones urbanisées (1,2 %). L'évolution de l’occupation des sols de la commune et de ses infrastructures peut être observée sur les différentes représentations cartographiques du territoire : la carte de Cassini (XVIIIe siècle), la carte d'état-major (1820-1866) et les cartes ou photos aériennes de l'IGN pour la période actuelle (1950 à aujourd'hui).

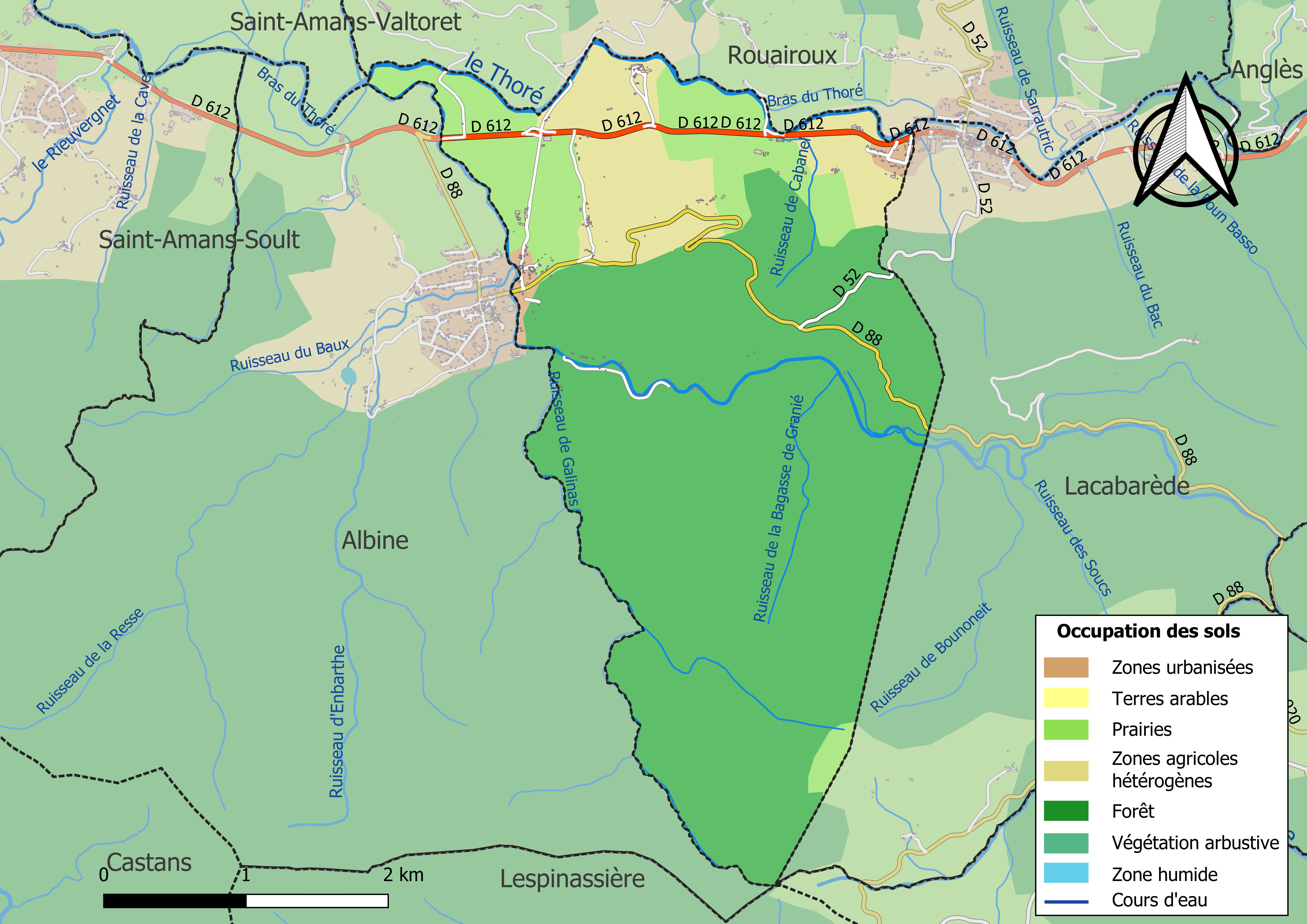
Carte des infrastructures et de l'occupation des sols de la commune en 2018 (CLC).

### Risques majeurs
Le territoire de la commune de Sauveterre est vulnérable à différents aléas naturels : météorologiques (tempête, orage, neige, grand froid, canicule ou sécheresse), inondations, feux de forêts, mouvements de terrains et séisme (sismicité très faible). Il est également exposé à un risque technologique,  le transport de matières dangereuses, et à un risque particulier : le risque de radon. Un site publié par le BRGM permet d'évaluer simplement et rapidement les risques d'un bien localisé soit par son adresse soit par le numéro de sa parcelle.

#### Risques naturels
Certaines parties du territoire communal sont susceptibles d’être affectées par le risque d’inondation par débordement de cours d'eau, notamment le Thoré et le ruisseau de Candesoubre. La cartographie des zones inondables en ex-Midi-Pyrénées réalisée dans le cadre du XIe Contrat de plan État-région, visant à informer les citoyens et les décideurs sur le risque d’inondation, est accessible sur le site de la DREAL Occitanie. La commune a été reconnue en état de catastrophe naturelle au titre des dommages causés par les inondations et coulées de boue survenues en 1982, 1995, 1996, 1999, 2011 et 2017,.
Sauveterre est exposée au risque de feu de forêt. En 2022, il n'existe pas de Plan de Prévention des Risques incendie de forêt (PPRif). Le débroussaillement aux abords des maisons constitue l’une des meilleures protections pour les particuliers contre le feu,.

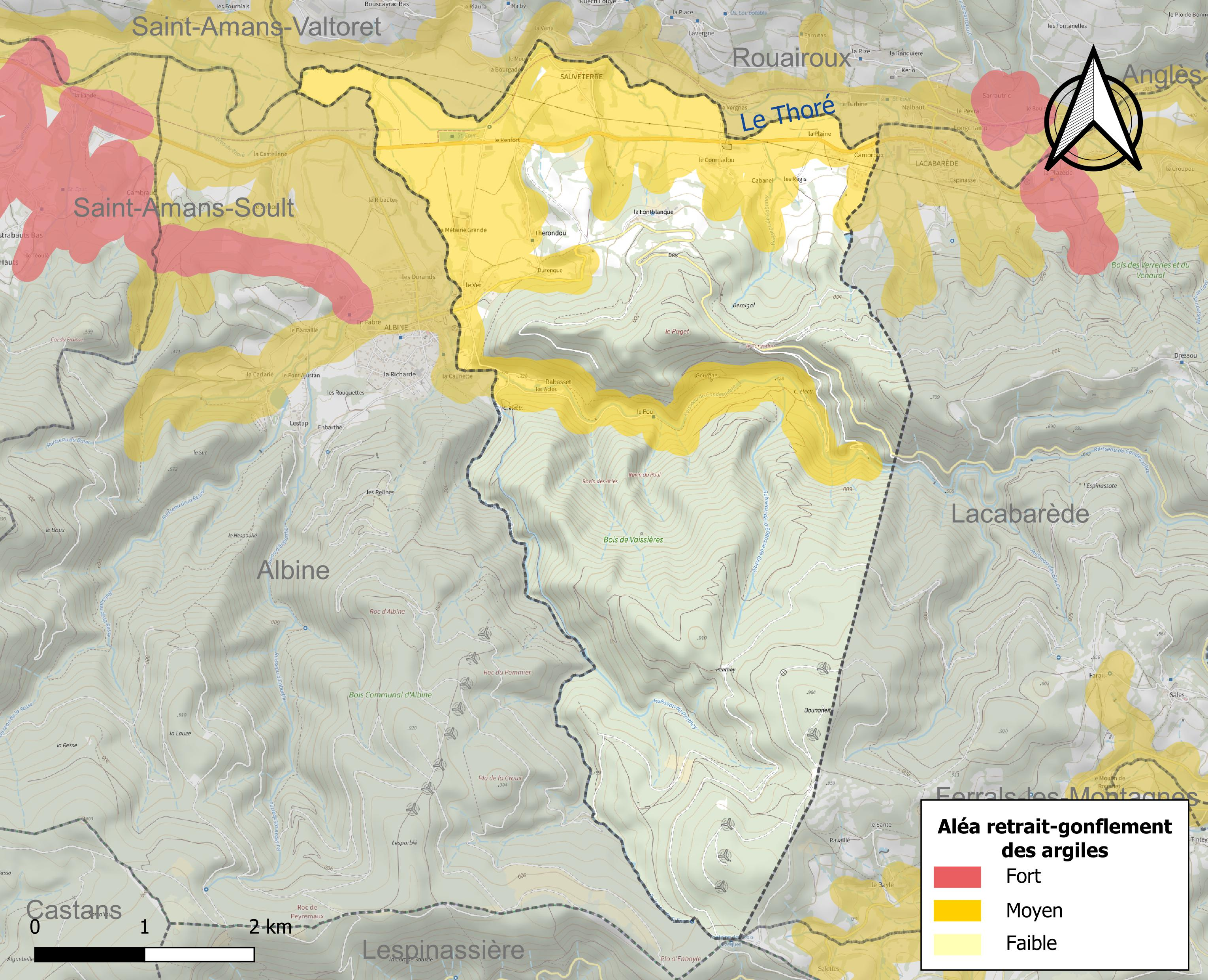
Carte des zones d'aléa retrait-gonflement des sols argileux de Sauveterre.

La commune est vulnérable au risque de mouvements de terrains constitué principalement du retrait-gonflement des sols argileux. Cet aléa est susceptible d'engendrer des dommages importants aux bâtiments en cas d’alternance de périodes de sécheresse et de pluie. 29,8 % de la superficie communale est en aléa moyen ou fort (76,3 % au niveau départemental et 48,5 % au niveau national). Sur les 118 bâtiments dénombrés sur la commune en 2019, 109 sont en aléa moyen ou fort, soit 92 %, à comparer aux 90 % au niveau départemental et 54 % au niveau national. Une cartographie de l'exposition du territoire national au retrait gonflement des sols argileux est disponible sur le site du BRGM,.
Par ailleurs, afin de mieux appréhender le risque d’affaissement de terrain, l'inventaire national des cavités souterraines permet de localiser celles situées sur la commune.

#### Risques technologiques
Le risque de transport de matières dangereuses sur la commune est lié à sa traversée par des infrastructures routières ou ferroviaires importantes ou la présence d'une canalisation de transport d'hydrocarbures. Un accident se produisant sur de telles infrastructures est susceptible d’avoir des effets graves sur les biens, les personnes ou l'environnement, selon la nature du matériau transporté. Des dispositions d’urbanisme peuvent être préconisées en conséquence.

#### Risque particulier
Dans plusieurs parties du territoire national, le radon, accumulé dans certains logements ou autres locaux, peut constituer une source significative d’exposition de la population aux rayonnements ionisants. Certaines communes du département sont concernées par le risque radon à un niveau plus ou moins élevé. Selon la classification de 2018, la commune de Sauveterre est classée en zone 3, à savoir zone à potentiel radon significatif.

## Histoire
À l'origine du village une sauveté ecclésiastique destinée à protéger les paysans.[réf. souhaitée]

### Héraldique
| Sauveterre | Son blasonnement est : D'azur aux deux bandes d'argent, au chef du même. |

## Politique et administration
| Période                                  | Période      | Identité        | Étiquette | Qualité |
| ---------------------------------------- | ------------ | --------------- | --------- | ------- |
| Les données manquantes sont à compléter. |              |                 |           |         |
| mars 2001                                | 8 avril 2011 | Claude Cabrol   |           |         |
| 19 mai 2011                              | mai 2020     | Monique Ribot   |           |         |
| mai 2020                                 | En cours     | Jacques Assemat |           |         |

## Démographie
| 1793 | 1800 | 1806 | 1821 | 1831 | 1836 | 1841 | 1846 | 1851 |
| ---- | ---- | ---- | ---- | ---- | ---- | ---- | ---- | ---- |
| 389  | 422  | 441  | 438  | 500  | 480  | 463  | 460  | 439  |

| 1856 | 1861 | 1866 | 1872 | 1876 | 1881 | 1886 | 1891 | 1896 |
| ---- | ---- | ---- | ---- | ---- | ---- | ---- | ---- | ---- |
| 463  | 398  | 395  | 390  | 353  | 397  | 350  | 352  | 342  |

| 1901 | 1906 | 1911 | 1921 | 1926 | 1931 | 1936 | 1946 | 1954 |
| ---- | ---- | ---- | ---- | ---- | ---- | ---- | ---- | ---- |
| 351  | 330  | 309  | 215  | 191  | 164  | 166  | 141  | 190  |

| 1962 | 1968 | 1975 | 1982 | 1990 | 1999 | 2006 | 2011 | 2016 |
| ---- | ---- | ---- | ---- | ---- | ---- | ---- | ---- | ---- |
| 163  | 166  | 153  | 148  | 152  | 154  | 169  | 181  | 168  |

| 2021 | 2022 | - | - | - | - | - | - | - |
| ---- | ---- | - | - | - | - | - | - | - |
| 178  | 186  | - | - | - | - | - | - | - |

## Économie

### Revenus
En 2018, la commune compte 81 ménages fiscaux, regroupant 175 personnes. La médiane du revenu disponible par unité de consommation est de 19 220 € (20 400 € dans le département).

### Emploi
|                | 2008   | 2013   | 2018   |
| -------------- | ------ | ------ | ------ |
| Commune        | 15,5 % | 17,6 % | 12,7 % |
| Département    | 8,2 %  | 9,9 %  | 10 %   |
| France entière | 8,3 %  | 10 %   | 10 %   |

En 2018, la population âgée de 15 à 64 ans s'élève à 100 personnes, parmi lesquelles on compte 77,5 % d'actifs (64,7 % ayant un emploi et 12,7 % de chômeurs) et 22,5 % d'inactifs,. Depuis 2008, le taux de chômage communal (au sens du recensement) des 15-64 ans est supérieur à celui de la France et du département.
La commune est hors attraction des villes,. Elle compte 11 emplois en 2018, contre 9 en 2013 et 13 en 2008. Le nombre d'actifs ayant un emploi résidant dans la commune est de 65, soit un indicateur de concentration d'emploi de 16,4 % et un taux d'activité parmi les 15 ans ou plus de 54,1 %.
Sur ces 65 actifs de 15 ans ou plus ayant un emploi, 8 travaillent dans la commune, soit 12 % des habitants. Pour se rendre au travail, 95,5 % des habitants utilisent un véhicule personnel ou de fonction à quatre roues et 4,5 % n'ont pas besoin de transport (travail au domicile).

### Activités hors agriculture
14 établissements sont implantés  à Sauveterre au 31 décembre 2019.
Le secteur de l'industrie manufacturière, des industries extractives et autres est prépondérant sur la commune puisqu'il représente 42,9 % du nombre total d'établissements de la commune (6 sur les 14 entreprises implantées  à Sauveterre), contre 13 % au niveau départemental.

### Agriculture
|               | 1988 | 2000 | 2010 | 2020 |
| ------------- | ---- | ---- | ---- | ---- |
| Exploitations | 5    | 5    | 5    | 4    |
| SAU (ha)      | 263  | 346  | 446  | 465  |

La commune est dans la Montagne Noire, une petite région agricole située dans le sud du département du Tarn. En 2020, l'orientation technico-économique de l'agriculture  sur la commune est l'élevage bovin, orientation mixte lait et viande. Quatre exploitations agricoles ayant leur siège dans la commune sont dénombrées lors du recensement agricole de 2020 (cinq en 1988). La superficie agricole utilisée est de 465 ha,,.

## Culture locale et patrimoine

### Lieux et monuments

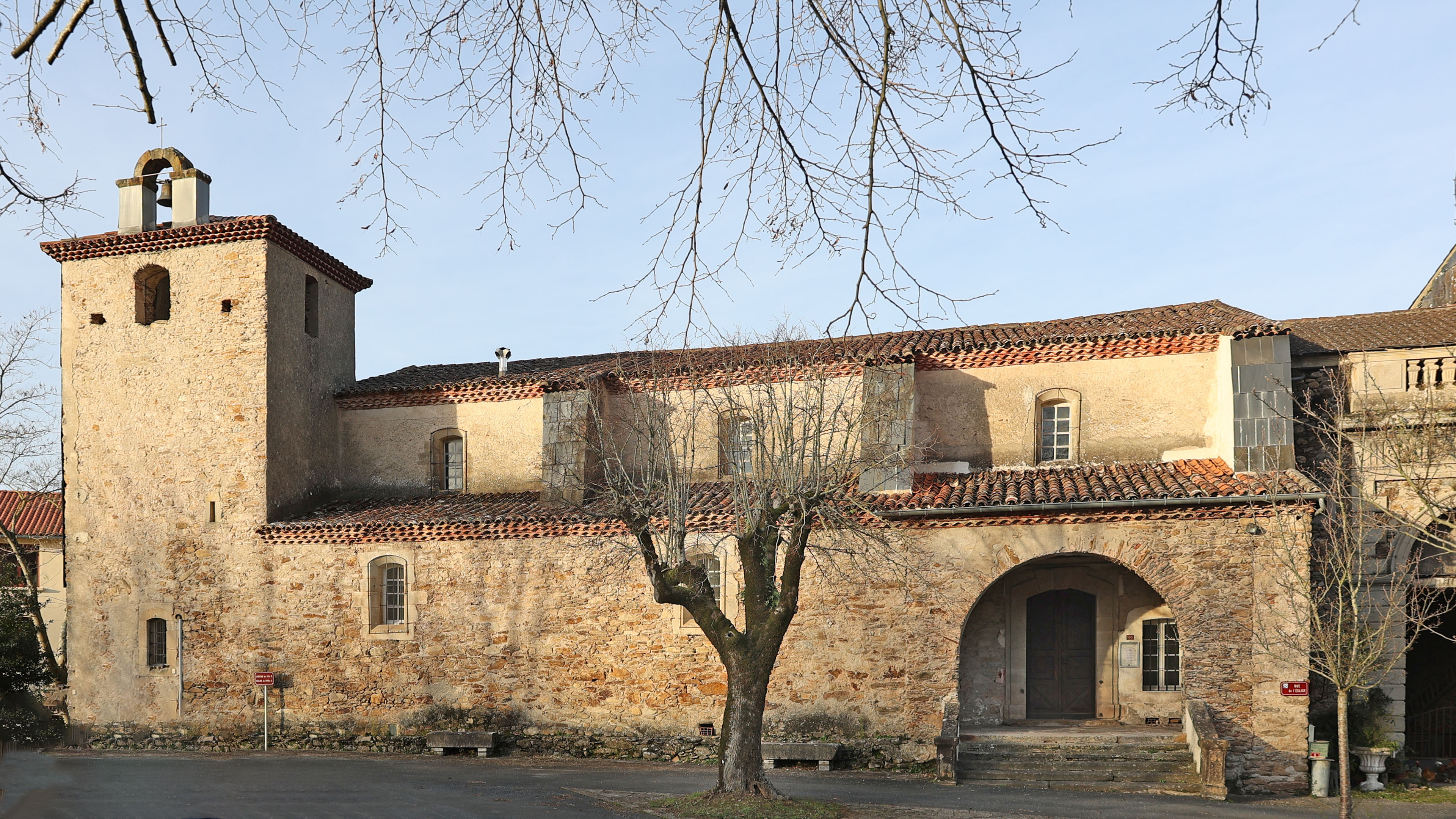
L'église Sainte-Croix.

- L'église Sainte-Croix. L'édifice a été inscrit au titre des monuments historiques en 2002[40]. Plusieurs objets sont référencés dans la base Palissy (voir les notices liées)[40].
- Le château, inscrit aux monuments historiques depuis le 31 juillet 2002[41].